# Andrena schlettereri
Andrena schlettereri är en biart som beskrevs av Heinrich Friese 1896. Andrena schlettereri ingår i släktet sandbin, och familjen grävbin. Inga underarter finns listade i Catalogue of Life.